# DR ET 170 sorozat
  Nem tévesztendő össze a következővel: DB ET 170
A DR ET 170 egy német Bo'2'Bo'+Bo'2'Bo' tengelyelrendezésű motorkocsi sorozat volt. 1959-ben gyártotta a LEW.